# Herman Portocarero
Herman Portocarero (ur. 6 stycznia 1952 w Antwerpii) – belgijski pisarz i dyplomata.

## Kariera dyplomatyczna
Po studiach prawniczych na Ufsia, Hermana Portocarrero pracował jako aplikant w sądzie w Antwerpii. W 1978 wyjechał do Paryża i zaczął pracę w UNESCO, a rok później dołączył do wielojęzycznego korpusu dyplomatycznego Belgii w Addis Abebie w Etiopii.
Po drugiej misji dyplomatycznej na Jamajce, był w latach 1985–1989 pierwszym sekretarzem belgijskiej delegacji przy ONZ w Nowym Jorku, stanowisko, o które mógł ponownie ubiegać się w latach 1992–1995. Herman Portocarero jest pomysłodawcą traktatu przeciwko stosowaniu min przeciwpiechotnych.
W 1988 roku i kolejnych dwóch latach przerwał swoją karierę dyplomatyczną dla roku przerwy w Andaluzji oraz doradztwa dla Lekarzy bez Granic w Sudanie i Nikaragui.
Po zakończeniu przerwy, od 1990 do 1992 roku działał w Biurze ONZ przy Ministerstwie Spraw Zagranicznych Belgii.
W 1995 r. po drugiej kadencji w ONZ, został mianowany ambasadorem na Kubie, a pod koniec kadencji powrócił w 2000 roku do biura ONZ przy Ministerstwie Spraw Zagranicznych, gdzie pozostał do 2003 roku.
Potem pełnił do października 2004 funkcję konsula generalnego w Atlancie, USA, a następnie był ambasadorem w Kingston na Jamajce. Jego jurysdykcja obejmowała CARICOM.
Obecnie jest konsulem generalnym w Nowym Jorku.

## Kariera pisarska
W 1978 roku debiutował we Francji powieścią La Combine de Karachi. Jego niderlandzkojęzyczny debiut, Het Anagram van de Wereld opublikowało sześć lat później przez wydawnictwo Manteau. Zaledwie rok później wydał Door de Naamloze Vlakte. Powieścią De Voornamen van de Maan
zamknął trylogię, która się charakteryzuje wpływami postmodernistycznymi i strukturalnymi.
W 1987 roku wydał dzieło swojego życia, De Eeuw die Beiroet heet, złożoną powieść, która subiektywnie opisuje historię świata.
Po wcześniejszym opublikowaniu w Nieuw Wereldtijdschrift, wydał w formie książki w 1988 roku nowelę Later Dan de Nacht.
Grenzen Genezen jest relacją z okresu, kiedy pracował jako doradca w orgranizacji Lekarze bez Granic, opartą na eseju Geo-Graffiti. Dochody z tej publikacji przekazał na rzecz Lekarzy bez Granic.
Z powodu twórczych różnic w znaczeniach ukazała się powieść wielojęzyczna powieść Domino, która została wydana nie przez uitgeverij Manteau, ale Van Halewyck. To wydawnictwo opublikowało również Tijgers Teken: powieść, w której stworzył narrację, a jego syn Joaquin ilustracje. Wkrótce po powrocie z Kuby wydał powieść Cubaanse Nachten: Onmiddellijke Herinneringen dotyczącą wspomnień związanych z pracą ambasadora.
Za powieść detektywistyczną New Yorkse Nachten otrzymał w 2006 Hercule Poirotprijs.
Herman Portocarero oprócz rysowania i pisania scenariuszy filmowych poświęca się również muzyce.

## Wybrane dzieła
- La Combine de Karachi (powieść, 1979)
- Het Anagram van de Wereld (powieść, 1984)
- Door de Naamloze Vlakte. Een logboek (powieść, 1985)
- De Voornamen van de Maan (powieść, 1986)
- De Eeuw die Beiroet Heet (powieść, 1987)
- Later dan de Nacht (nowela, 1988)
- Nachtblauw (powieść, 1991)
- De Goudzoeksters. Een fotoroman (powieść, 1989)
- Grenzen Genezen (esej, 1990)
- Geo-graffiti (esej, 1992)
- Het Vuurkind (powieść, 1993)
- Ignis Perennis (nowela, 1995)
- Domino (powieść, 1998)
- Cubaanse Nachten: Onmiddellijke Herinneringen (powieść, 2000)
- Trance Atlantico (powieść, 2001)
- Tropische Trajecten (powieść, 2002)
- Tijgers Teken (powieść, 2002)
- Goud! (powieść, 2004)
- New Yorkse Nachten (powieść, 2006)
- Jamaicaanse Nachten (powieść, 2007)
- Haitiaanse Nachten (powieść, 2008)